# Казахские походы в Джунгарское ханство (1731—1732)
Казахские походы в Джунгарское ханство-Периодические набеги казахских отрядов вглубь джунгарского ханства, в результате которых они брали в плен местных жителей, для дальнейшего их обмена на своих.

## Казахские походы на Джунгарское ханство
Зимой 1731 года казахские отряды под командованием Рахманкулы, Янкулы и Иделбая разгромили проходивший через их земли джунгарский торговый караван, шедший с территории России, захватив в плен русский конвой (позднее русских отпустили без выкупа).
В 1731 году, джунгарский хунтайджи Галдан-Цэрэн приказал мужу своей сестры во главе 10-тысячного отряда направиться в Алимтау—Силабар для обороны от казахских набегов.
Весной того же года, казахи захватили тысячу дворов джунгар, в местности Чу — Талас. Угнав 2-3 тысячи голов лошадей и из других районов Джунгарии.  Осенью казахские отряды совершили поход вглубь Джунгарского ханство.
Один из наиболее сильных алтайских князей обратился к русских властям с предложением о заключении союза против казахов.
В 1732 году доносилось, что казахи захватили 700 джунгарских семей.

## Ответные походы Джунгарского ханства
В 1731 году казахи намеревались совершить новое вторжение в Джунгарию. В декабре 1731 приехавший из Среднего жуза, башкир Такмас рассказал находившемуся в ставке хана Абулхаира Тевкелеву, что хан Среднего жуза Самеке 
«имеет намерение ехать на контайшу и войска собирается 6000 человек и двое салтанов: Барак-салтан и Абалмамет-салтан и знатной человек Чекебек (Джа- ныбек. — В. М.)-батыр» 
Летом 1732 года, внушительные отряды джунгарских войск, насчитывающие 7 тысяч человек, вторглись на ближайшие казахские улусы Среднего жуза, однако были отбиты.
Предпринятый ойратами поход против Среднего жуза в 1732 году завершился неудачей. Ойратские войска, как сообщал Л. Угримов, вернулись «с большим ущербом, так что едва не все там остались». Из-за этого нападения не было проведено обычное собрание знати Среднего жуза. Таковы были отношения Среднего жуза с Джунгарским ханством. Правители Младшего жуза время от времени участвовали в набегах на Джунгарию, осуществляя нападения в основном на волжских калмыков и Башкирию.